# Municipio de San Lorenzo Texmelucan
El municipio de San Lorenzo Texmelúcan (del náhuatl: texcalli, metl, lotl, can ‘risco, maguey, abundancia, lugar’‘Risco de abundante maguey’)es uno de los 570 municipios que conforman al estado mexicano de Oaxaca. Pertenece al distrito de Sola de Vega, dentro de la región sierra sur. Su cabecera es la localidad homónima.

## Geografía
El municipio abarca 137.19 km² y se encuentra a una altitud promedio de 1380 m s. n. m., oscilando entre 2600 y 600 m s. n. m.
Colinda al norte con el municipio de Santo Domingo Teojomulco y el municipio de Villa Sola de Vega, al este con Villa Sola de Vega, al sur con Villa Sola de Vega y Santiago Minas, y al oeste con Santiago Minas y Santo Domingo Teojomulco.

### Fisiografía
El municipio pertenece a la subprovincia de la Cordillera costera del sur, dentro de la Sierra Madre del Sur. El 96% de su territorio se encuentra en el sistema de topoformas de la sierra alta compleja y el 4% restante en el sistema de topoformas del cañón típico.

### Hidrografía
San Lorenzo Texmelucan se encuentra en la subcuenca del río Atoyac-Oaxaca de Juárez, dentro de la cuenca del río Atoyac, en la región hidrológica de Costa Chica-Río Verde. Los principales afluentes del municipio son el río Tigre, el río Cangrejo, el río Tenate, el río Suchil, el río Talea, el río Choroo y el río Grande.

## Clima
El clima del municipio es templado húmedo con abundantes lluvias en verano en el 39% de su superficie, semicálido subhúmedo con lluvias en verán en el 36%, cálido subhúmedo con lluvias en verano en el 14% y templado subhúmedo con lluvias en verano en el 11% restante. El rango de temperatura promedio es de 14 a 26 grados celcius y el rango de precipitación promedio anual es de 1500 a 2500 mm.

## Demografía
De acuerdo al último censo, realizado por el INEGI en 2010, en el municipio habitan 7048 personas, repartidas entre 27 localidades. Del total de habitantes de San Lorenzo Texmelucan, 5970 dominan alguna lengua indígena.

### Grado de marginación
De acuerdo a los estudios realizados por la Secretaría de Desarrollo Social en 2010, 70% de la población del municipio vive en condiciones de pobreza extrema. El grado de marginación de San Lorenzo Texmelucan es clasificado como Muy alto. En 2013 el municipio fue incluido en la Cruzada nacional contra el hambre.

## Gobierno
El municipio se rige mediante el sistema de usos y costumbres, eligiendo gobernantes cada tres años de acuerdo a un sistema establecido por las tradiciones de sus antepasados.